# Einzelmarkenstrategie
Die Einzelmarkenstrategie ist eine Marketingstrategie, nach der für jedes Produkt eine eigene Marke generiert wird, die jeweils nur ein Marktsegment besetzt.
Jede Marke erhält eine eigene „Persönlichkeit“ und ist auf dem entsprechenden Markt der Unternehmensrepräsentant. Der Unternehmensname steht bei dieser Strategie im Hintergrund (Konsumenten erkennen diesen i. d. R. nicht).
Beispiel: Produkte der Firma Henkel:
- Waschmittel: Persil (Vollwaschmittel), dato (Gardinenwaschmittel)
- Reinigungsmittel: Der General (Allzweckreiniger), biff (Badreiniger)

## Vorteile
- Jede Marke erhält ein unverwechselbares Profil und Image
- Bestmögliche Abstimmung zwischen Kundenbedürfnis und Produktnutzen
- geringer Koordinationsbedarf
- keine negativen Ausstrahlungseffekte
- spezifische Profilierung und Positionierung

## Nachteile
- Während des gesamten Lebenszyklus trägt das Produkt alleine die Marketingkosten
- Keine Unterstützung durch benachbarte Marken
- hoher Abstimmungsgrad, da Produkt genau positioniert werden muss
- Amortisationsproblematik bei kurzen Lebenszyklen
- geringe Flexibilität bei länderspezifisch verschiedenen Produktlebenszyklen